# Numão (Vila Nova de Foz Côa)
Numão es una freguesia portuguesa del municipio de Vila Nova de Foz Côa, con 22,87 km² de superficie y 311 habitantes (2001). Su densidad de población es de 13,6 hab/km².